# Ringweg-West
De Ringweg-West, van 1956 tot 2016 Einsteinweg genoemd, is een weg in Amsterdam en vormt een onderdeel van de rijksweg A10.
In 1956 werd voor het eerste deel van deze weg de naam Einsteinweg vastgesteld, naar Albert Einstein (1879-1955), vermaard Amerikaans natuurkundige van Duitse geboorte. De weg loopt door de (voormalige) stadsdelen Westpoort, Bos en Lommer en Slotervaart/Overtoomse Veld, sinds 1 mei 2010 door Amsterdam-West en Amsterdam Nieuw-West.

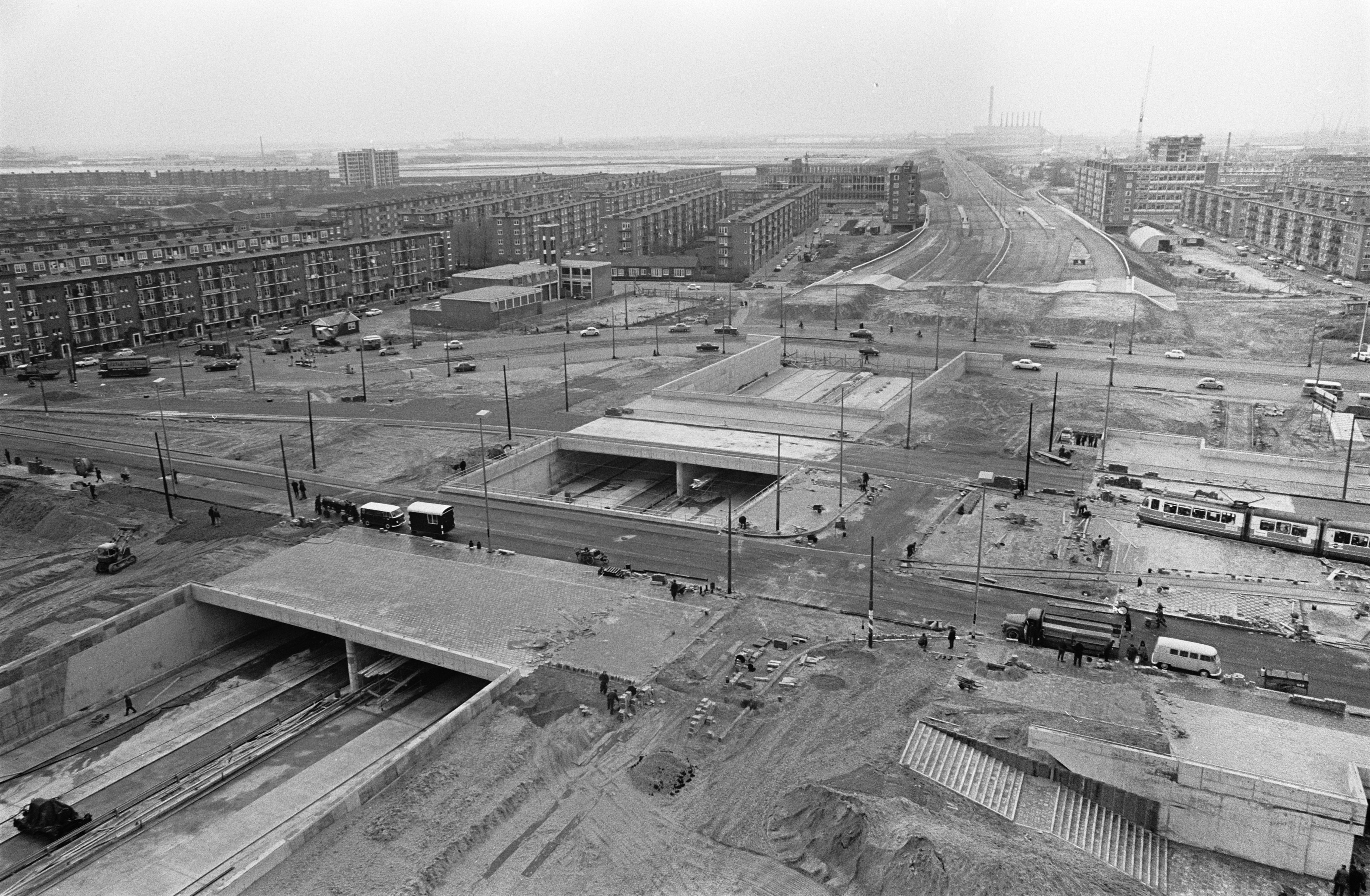
Einsteinweg bij Bos en Lommerplein in 1966 bijna gereed

Het gedeelte van de Ringweg om Amsterdam dat de naam Einsteinweg droeg loopt van de Coentunnel tot aan het knooppunt De Nieuwe Meer. Het eerste deel van de weg werd voor het verkeer opengesteld in juni 1966 bij de opening van de Coentunnel en liep tot het Bos en Lommerplein. De Multatuliweg, die liep van het Bos en Lommerplein naar de Haarlemmerweg, werd bij het begin van de aanleg opgebroken om ruimte voor de aanleg van de Einsteinweg te maken. In verschillende fasen werd de weg verder doorgetrokken, in 1969 tot de Jan van Galenstraat, in 1972 tot de Cornelis Lelylaan en in 1975 tot De Nieuwe Meer. Hierbij werden ongelijkvloerse kruisingen met afslagen aangelegd bij de Nieuwe Hemweg (s101), Basisweg (s102), Haarlemmerweg (s103), Bos en Lommerweg (s104), Jan van Galenstraat (s105), Cornelis Lelylaan (s106) en Henk Sneevlietweg (s107).
Op een aantal plaatsen, met name in de buurt van het Bos en Lommerplein, staan woningen zeer dicht langs de Einsteinweg. Dit komt doordat de weg in 1939 als stadsstraat (Multatuliweg) was ontworpen en pas in de jaren zestig werd vervangen door een autosnelweg. De vreemde doorsnijding van de Delflandpleinbuurt is hierdoor ook te verklaren. Op een deel van het tracé van deze weg was oorspronkelijk vanaf de Erasmusgracht tot aan de Slotervaart een noord-zuid lopende gracht gepland. Daarom staan de huizen ten noorden van de Jan van Galenstraat aan de James Ross-kade in plaats van -straat.
De woningen die nu dicht langs de weg staan hebben veel last van verkeerslawaai en luchtvervuiling. Bij het Bos en Lommerplein is de weg in 2003 overkluisd met kantoren, waardoor deze vanaf de Bos en Lommerweg niet meer zichtbaar is.
In de zomer van 2001 vond groot onderhoud plaats, toen werden ook hoge geluidsschermen geplaatst. Ook in de zomer van 2017 was de weg in de zomer een aantal weken afgesloten voor groot onderhoud, waarna deze weer circa 15 jaar mee kan.
Op 13 december 2016 besloot de gemeente Amsterdam, op verzoek van wegbeheerder Rijkswaterstaat, om de naam Einsteinweg te vervangen door Ringweg-West, dit in lijn met de andere delen van de A10 die al sinds 1975 officieel Ringweg-Noord, -Oost en -Zuid heten.
Ringweg A10 (Ringweg-West, -Noord / -Oost / -Zuid)

Overige autosnelwegen:
voorheen Muiderstraatweg (A1) · 
Utrechtseweg (A2) · 
Haagseweg (A4) · 
Westrandweg (A5) · 
Coentunnelweg (A8) ·
Gaasperdammerweg (A9)

Stadsroutes:
S100 ·
S101 ·
S102 ·
S103 ·
S104 ·
S105 ·
S106 ·
S107 ·
S108 ·
S109 ·
S110 ·
S111 ·
S112 ·
S113 ·
S114 ·
S115 ·
S116 ·
S117 ·
S118

Overige wegen:
Gooiseweg ·
Haarlemmerweg ·
Nieuwe Leeuwarderweg ·
Nieuwe Utrechtseweg

Knooppunten:
Amstel ·
Coenplein ·
De Nieuwe Meer ·
Holendrecht ·
Watergraafsmeer